# Szendrői monstrancia

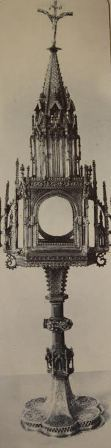
A szendrői monstrancia.

A 15. századi magyar gótikus ötvösművészet egyik jelentős, Luxemburgi Zsigmond korabeli, fennmaradt műtárgya a Magyar Nemzeti Múzeum állandó kiállításának részét képező szendrői monstrancia. A monstrancia, magyarul Úrmutató vagy szentségmutató a római katolikus egyházban az Eucharisztia ünnepélyes megmutatására szolgáló liturgikus kegytárgy, elnevezése a latin monstro („megmutatni”) igéből származik, másként ostensoriumnak is hívják. A szentségmutatók 1264-től, az Úrnapja egyházi ünnepe megtartásának IV. Orbán pápa (1261-1264) általi bevezetése után kerültek használatba a körmenet és a szentségimádás során.
A szendrői monstranciát jegyzi a nemzetközi szakirodalom. 1987-ben szerepelt a Budapesti Történeti Múzeum Művészet Zsigmond király korában, majd 1999-ben a brüsszeli Hungaria Regia, valamint a 2006-os luxemburigi Sigismundus, Rex et Imperator című kiállításokon.

## Története

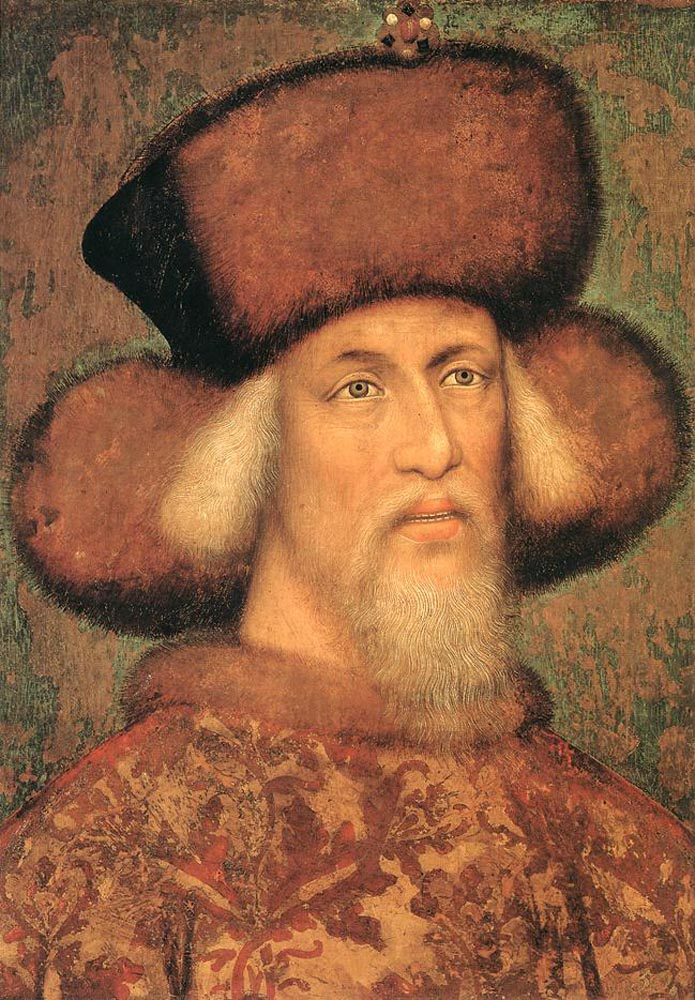
Luxemburgi Zsigmond német-római császár, magyar és cseh király. A szendrői monstrancia az ő uralkodásának végén készült.

A monstrancia a helyi hagyomány szerint a szendrői Gacsal dűlőből került elő, a földből szántás közben fordította ki az eke. Elrejtésének körülményei és a kegytárgy pontos eredete nem ismeretesek. Szendrő mint Borsod vármegye székhelye, fontos királyi végvár és a felső-magyarországi (kassai) végvidéki főkapitányság egyik várkörzetének központi erőssége, a Habsburgok, az oszmánok és Erdély harcainak fókuszában állt a 16–17. században. Az Úrmutatót valószínűleg a közeledő török, vagy fejedelmi hadak elől rejthették el annak idején. A város mind a reformáció, majd elsősorban az 1635-től épített, mára elpusztult ferences kolostora révén az ellenreformáció jelentős regionális központja. A rendház zárdatemploma, az Assisi Szent Ferenc római katolikus templom máig fennmaradt. A 17. században a jezsuiták is tevékenykedtek a településen a Szentháromságról elnevezett kis kápolnában. A monstranciát az egyház a helyi római katolikus népiskola építési költségeinek fedezetéül adta el 1929-ben 52 000 pengőért a magyar államnak, azóta Budapesten, a Magyar Nemzeti Múzeum állandó kiállításának részeként tekinthető meg.

## Leírása
Maga a kegytárgy közel két kilogramm dúsan aranyozott színezüstből készült, keletkezésének idejét az 1430-as évekre teszik, s egyértelműen magyarországi ötvösmunkának tartják a művészettörténészek. A legrégebbi hazai úrmutatók a 14–15. század fordulójáról ismertek, csakúgy, mint a szendrői, karéjos talpon állnak, felépítményük a gótikus egyházi építészet stílusát és formakincsét idézi. 
A monstrancia talppereme fölött szalag fut körbe. A hat karéjra osztott talpazat a Szűzanya, Szent Borbála, akinek attribútuma az Úrmutató, Keresztelő Szent János, Szent László király, János evangélista és Árpád-házi Szent Margit vésett alakjait ábrázolja. Szárán három osztótagozat, nódusz látható, közülük a legalsó a legnagyobb, gótikus csúcsíves, oszlopokkal keretezett ablakokból áll. A középsőt rozetták és rombuszok váltakozó vésetei alkotják. A legfelső, a legkisebb párkányidomú nóduszból indul a monstrancia hatszögletű alapzaton álló felépítménye. Magát a párkányzatos tetejű, gótikus gúlasisakos toronykompozícióval koronázott ostyaházat két oldalról három fiáléból álló gótikus támív ékesíti. Az ostyatartó üvegén keresztül volt látható a lunulába, holdsarló alakú csíptetőbe foglalt szentelt ostya. A homlokoldalakat, a toronytalapzatot és a sisakot ablakocskák díszítik. Tornya tetején jellegzetes gótikus ágkereszt látható. A szendrői monstrancia a vésett díszítésű gótikus kelyhek motívumvilágával mutat közeli rokonságot.

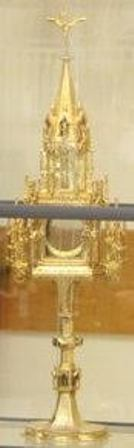
A szendrői gótikus monstrancia a helyi, Apáczai Csere János Általános Iskolában történt kiállítása idején, az Úrmutatót a Magyar Nemzeti Múzeum adta kölcsön erre az alkalomra a városnak.